# Henrik Simojoki
Henrik Simojoki (* 1975 in Münster) ist ein deutscher evangelischer Theologe und Religionspädagoge.

## Leben
Nach dem Abitur 1994 an der Deutschen Schule Helsinki und dem Wehrdienst (1994–1995) mit Militärseelsorgeausbildung studierte er von 1995 bis 2001  evangelische Theologie in Heidelberg, Neuendettelsau, Tübingen und Erlangen. Nach dem ersten kirchlichen Examen 2001 (Evangelische Kirche von Westfalen) war er von 2001 bis 2003 wissenschaftlicher Mitarbeiter am DFG-Forschungsprojekt „Moderne Religionspädagogik in konfessionell-vergleichender Perspektive“. Nach dem Vikariat 2004–2006 in Ansbach, dem zweiten kirchlichen Examen 2006 und seiner Ordination (Evangelisch-Lutherische Kirche in Bayern) war er von 2006 bis 2011 wissenschaftlicher Assistent am Lehrstuhl für Praktische Theologie / Religionspädagogik. Nach der Promotion 2007 vertrat er von 2011 bis 2012 die Professur für Religionspädagogik an der Universität des Saarlandes. Nach der Habilitation 2012 im Fach Praktische Theologie an der Evangelisch-theologischen Fakultät der Universität Tübingen war er von 2012 bis 2020 Professor für Evangelische Theologie mit Schwerpunkt Religionspädagogik und Didaktik des Religionsunterrichts an der Otto-Friedrich-Universität Bamberg. Seit 2020 ist er Professor für Praktische Theologie und Religionspädagogik an der Theologischen Fakultät der Humboldt-Universität zu Berlin.

## Schriften (Auswahl)
- mit Friedrich Schweitzer: Moderne Religionspädagogik. Ihre Entwicklung und Identität. Gütersloh 2005, ISBN 3-451-28521-5.
- Evangelische Erziehungsverantwortung. Eine religionspädagogische Untersuchung zum Werk Friedrich Delekats (1892–1970). Tübingen 2008, ISBN 3-16-149568-3.
- mit Friedrich Schweitzer, Sara Moschner und Markus Müller: Religionspädagogik als Wissenschaft. Transformationen der Disziplin im Spiegel ihrer Zeitschriften. Wiesbaden 2017, ISBN 3-7374-1045-3.
- Globalisierte Religion. Ausgangspunkte, Maßstäbe und Perspektiven religiöser Bildung in der Weltgesellschaft. Tübingen 2012, ISBN 3-16-152036-X.